# Trebesse
Trebesse (in sloveno Trebeše) è un insediamento di 60 abitanti del comune sloveno di Capodistria, situato nell'Istria settentrionale.
Nell'alta valle del fiume Dragogna, dove nasce il rio Stranizza, su un promontorio, si trova il paese di Trebesse. Questa borgata è situata sulle pendici a mezzogiorno, al riparo del vento, circondata a settentrione da un bosco di roveri e conifere. La posizione più alta del paese è occupata dalla chiesa con il cimitero nel sagrato. La chiesa che domina il paese, in pietra arenaria, circondata da cipressi, è dedicata a S. Martino. Fu sotto la pieve di S. Quirico che aveva qui distaccato un cappellano per le esigenze spirituali degli abitanti. È un bel sito, a circa 800 m fuori dalla strada principale che da Còvedo va a Portole e che passa a nord-est a quota più alta. Quale paese agricolo possiede un bel territorio, posto a solatìo, a 350 m di quota, con pochi campi prativi, altri coltivati e un esteso bosco. La forra su cui scorre il rio Stranizza scende alla sinistra del paese e più sotto, alla confluenza del rio con il Dragogna, si vede il villaggio di Tersecco.
Dal paese il panorama si allarga su tutta l'alta valle del Dragogna, con belle viste sui paesi e casolari che si trovano sui fianchi e sui poggi che digradano verso il mare. Nel secolo XIII fu sottomesso ai signori di Momiano. Nel 1300 Trebesse fu feudo di Sardio, figlio di Almerigo Bratti che l'ebbe dal patriarca di Aquileia. Quindi fu feudo nel XVII secolo della famiglia Grisoni. Passò nel 1700 ai conti Carli.